# Josip Samaržija
Josip Samaržija (15. veljače 1932. – 2. srpnja 2001.), hrvatski je rukometni trener. Po struci bio je profesor tjelesnog odgoja.
U klupskom je rukometu od 1960-ih. Već tad postigao je uspjehe, dovevši rukometašice koprivničke Podravke do naslova prvakinja 1966. i 1967. godine. Poslije toga je radio u Somboru, vodeći rukometašice RK Bane Sekulića.
Vodio je jugoslavensku žensku reprezentaciju na SP 1982., kad je osvojio broncu. Bio je izbornikom na SP-u 1986., kad su njegove rukometašice zbog jednog poraza u skupini ostale bez borbe za medalje, iako su bile jedini sastav koji nije izgubio od kasnijih svjetskih prvakinja, SSSR-a. Vodio je Jugoslaviju i na dvjema Olimpijadama: 1980. je u Moskvi osvojio srebrenu medalju, a u 1984. u Los Angelesu zlatnu. Ukupno je bio u stručnom stožeru ženske reprezentacije od 1976. do 1986. godine, što seniorskih, što mlađih sastava. 

## Vanjske poveznice
- Sjećanja: Moderni sportski temelji Josipa Samaržije Bepa  Arhivirana inačica izvorne stranice od 24. prosinca 2013. (Wayback Machine) Pristupljeno 23. prosinca 2013.